# West Grove
West Grove es un borough ubicado en el condado de Chester en el estado estadounidense de Pensilvania. En el año 2008 tenía una población de 2652 habitantes y una densidad poblacional de 1625,3 personas por km².

## Geografía
West Grove se encuentra ubicado en las coordenadas 39°49′18″N 75°49′36″O / 39.82167, -75.82667.

## Demografía
Según la Oficina del Censo en 2000 los ingresos medios por hogar en la localidad eran de $56 875 y los ingresos medios por familia eran $60 274. Los hombres tenían unos ingresos medios de $43 657 frente a los $30 144 para las mujeres. La renta per cápita para la localidad era de $19 967. Alrededor del 8,3% de la población estaba por debajo del umbral de pobreza.